# Кіндрацький Василь Михайлович

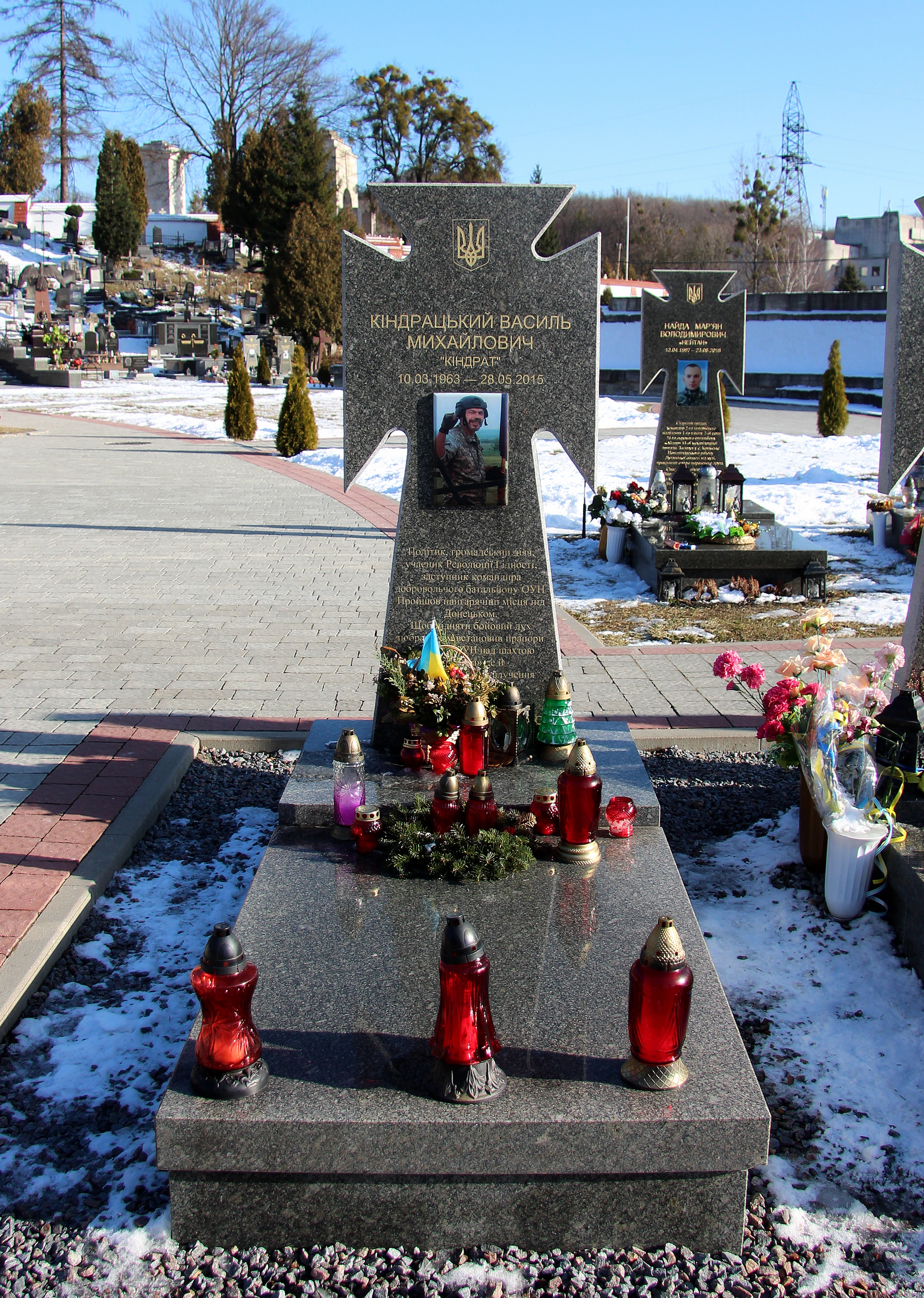
Могила Василя Кіндрацького на Личаківському цвинтарі.

Васи́ль Миха́йлович Кіндра́цький (позивний Кіндрат; 10 березня 1963, с. Струпків, Коломийський район, Івано-Франківська область — 28 травня 2015, с. Водяне, Ясинуватський район, Донецька область) — український військовик-доброволець, заступник командира батальйону ОУН-ЗСУ, заступник голови Львівської крайової організації Народного Руху України, голова Миколаївської РДА Львівської області (2005—2010).

## Життєпис

### Дитинство і навчання
Василь Кіндрацький народився в селі Струпкові на Івано-Франківщині.
1980 року закінчив Отинійську середню школу, 1981 року — Коршівське СПТУ, де отримав спеціальність «тракторист-машиніст».
1981—1983 рр. — служба в Радянській армії.
У 1983—1989 рр. навчався на факультеті журналістики Львівського державного університету ім. Івана Франка, здобувши відповідний фах.

### Робота і кар'єра
У 1989—1990 рр. — кореспондент газети «Роздольський будівельник», у 1990—1993 рр. — редактор газети «Вісник Розділля».
У 1993—1995 рр. — заступник директора ПП «Довіра», в 1995—2005 рр. — директор МПП «Копія».
У 2005—2010 рр. — голова Миколаївської районної державної адміністрації у Львівській області.
2008 року закінчив Львівський регіональний інститут державного управління Національної академії державного управління при Президентові України, магістр державного управління.
2010 року зареєстрований приватним підприємцем.

### Громадська діяльність
Від 2001 року — член Української Народної Партії, від 2008 року — голова Миколаївської РО УНП.
2004—2005 рр. — керівник районного виборчого штабу кандидата в Президенти України Віктора Ющенка.
2006—2010 рр. — депутат Миколаївської районної ради від УНП.

### В АТО
Під час російсько-української війни 2014 року добровольцем пішов на фронт захищати Батьківщину у складі батальйону ОУН, з квітня 2015 — підрозділ ОУН-ЗСУ 93-ї ОМБр. Воював у районі Донецького аеропорту, с. Піски, с. Водяному, позиція «Шахта».

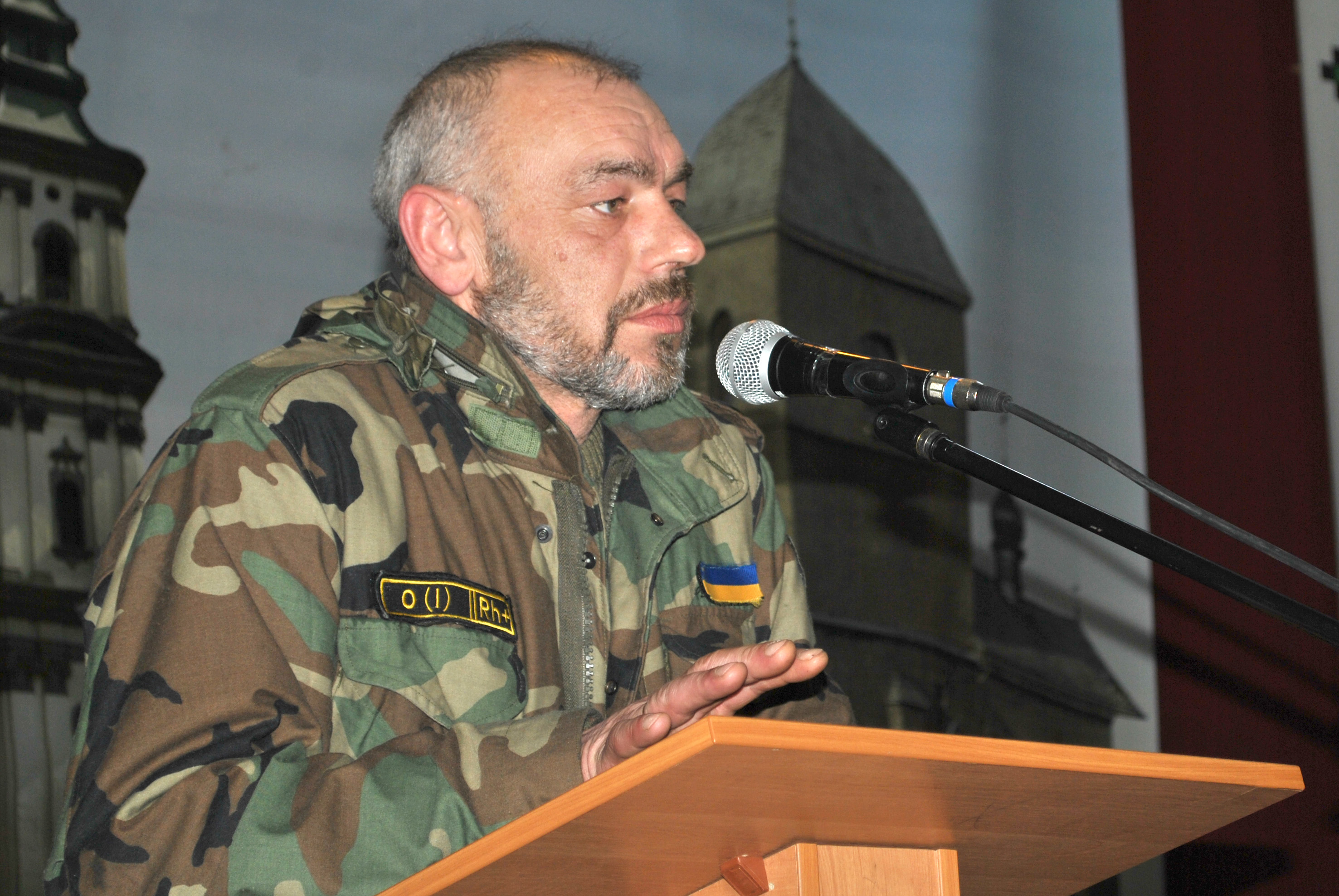
Василь Кіндрацький
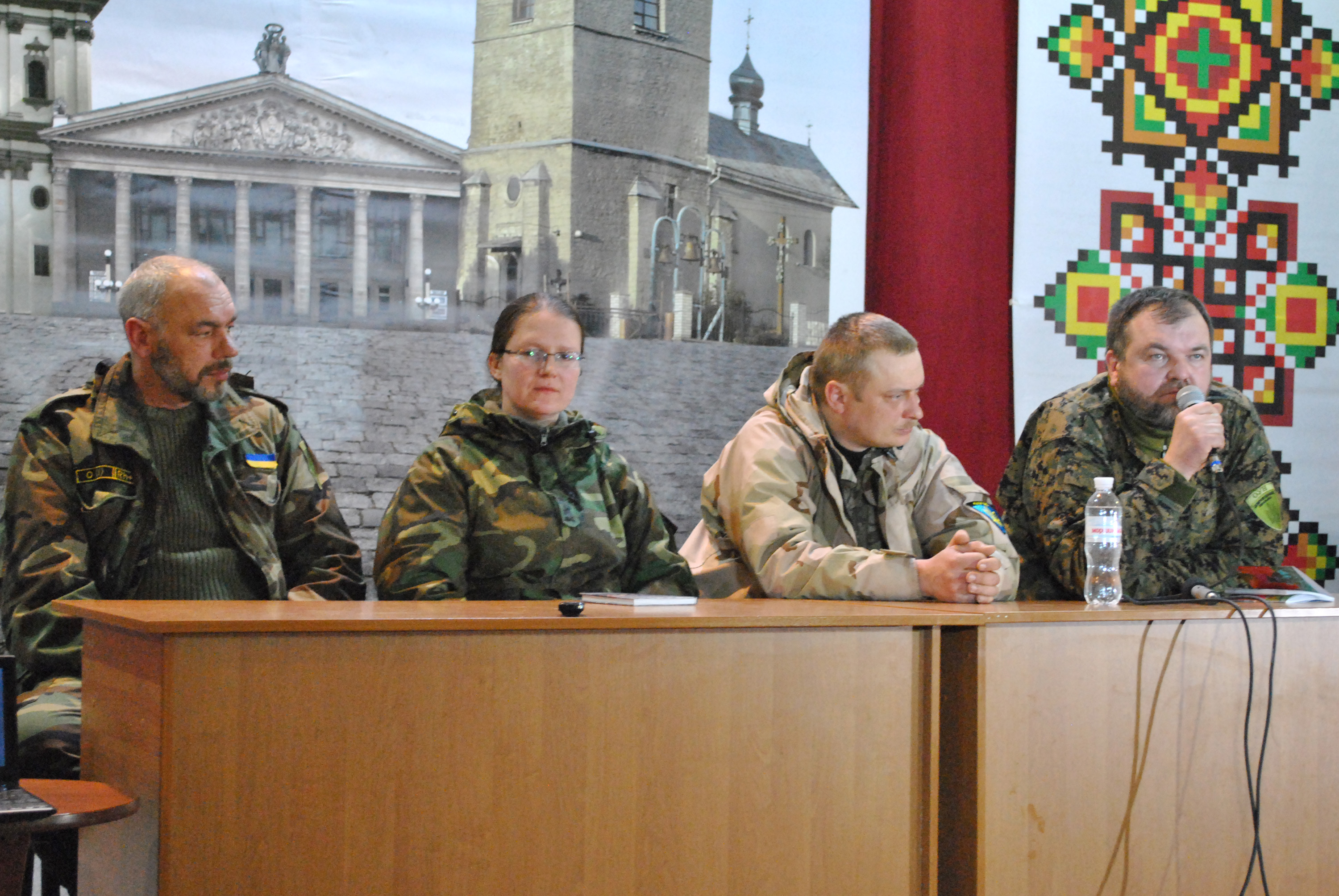
Василь Кіндрацький у Тернополі на презентації книжки «Вірші з війни» Бориса Гуменюка

Напередодні загибелі Василь Кіндрацький героїчно встановив прапор ОУН на найвищій точці на шахті у Водяному, з якої видно Донецьк і позиції противника, і яка постійно перебувала під обстрілами.
Загинув 28 травня 2015 року під час танкового обстрілу позиції українських бійців «Шахта» поблизу села Водяне під Донецьком. У результаті прямого влучення снаряду отримав тяжкі поранення. Після того в лікарні ще був деякий час при свідомості, лікарі 40 хвилин боролися за його життя.
Панахида за героєм відбулася в Гарнізонному храмі святих апостолів Петра та Павла. Похований на Личаківському цвинтарі на полі почесних поховань № 76.

### Сім'я
Дружина — Кіндрацька Галина Ярославівна (нар. 1964), дочка — Ангелина (нар. 2004), син — Ярослав (нар. 2007).

## Нагороди
- Орден Богдана Хмельницького III ступеня (посмертно, 21.08.2015) — за значний особистий внесок у державне будівництво, консолідацію українського суспільства, соціально-економічний, науково-технічний, культурно-освітній розвиток України, активну громадську діяльність, вагомі трудові здобутки та високий професіоналізм[4];
- Орден «Народний Герой України» (посмертно, 23.06.2015)[5].

## Вшанування пам'яті
20 лютого 2016 року в райцентрі Миколаїв Львівської області відкрили меморіальну дошку Василеві Кіндрацькому, її встановили на фасаді адмінбудинку Миколаївської районної ради.
Восени 2016-го розпочалися зйомки документального фільму «Кіндрат» про героїчний шлях захисника України на війні і про його життя. В основу кінострічки ліг відеоматеріал, який відзняв сам Василь Кіндрацький в зоні АТО. Змалювати портрет Героя взявся його бойовий побратим, тернопільський письменник Борис Гуменюк. Прем'єрний показ фільму відбувся у Києві в лютому 2018 року.